# Джалмінья
Джалма Фейтоза Діас (порт. Djalma Feitosa Dias, нар. 9 грудня 1970, Сан-Паулу), більш відомий як Джалмінья — бразильський футболіст, що грав на позиції півзахисника. Відомий, зокрема, виступами за клуби «Фламенго» та «Депортіво», а також національну збірну Бразилії. 

## Клубна кар'єра

### Бразильський період
Син колишнього бразильського футболіста Джалми Діаса, Джалмінья народився в Сантусі. Та навіть попри те, що батько був гравцем «Сантоса», Джалмінья розпочав футбольну кар'єру у «Фламенго» — найбільш популярному клубі в Ріо-де-Жанейро. Покинувши «Фламенго» в 1993 році, він короткий час виступатиме за «Гуарані», «Палмейрас» та в оренді за японський «Сімідзу С-Палс». Граючи за «Палмейрас» Джалма Фейтоза Діас в 1996 році здобув бразильський Золотий м'яч.

### Депортіво
В липні 1997 року Джалма приєднався до «Депортіво», де забив 27 голів в 86 іграх за перші три сезони, дуже посприявши завоюванню першого в історії команди чемпіонського титулу в сезоні 1999-00. Однак з появою в команді Хуана Карлоса Валерона, та після сварки на тренуванні з тодішнім тренером Депортіво Хав'єром Іруретою Джалмінья в сезоні 2002-03 погодився відправитися в оренду до віденської «Аустрії» в австрійську Бундеслігу. Після всього 11 матчів проведених за «Депортіво» в сезоні 2003-04 Джалмінья вирішив перебратися в мексиканський клуб «Америка», де і завершив ігрову кар'єру в 2004-му у віці 34 років.

## Виступи за збірну
Зважаючи на жорстку конкуренцію в збірній Бразилії на позиції Джалміньї, а також через складний характер цього гравця, йому вдалося провести в збірній лише 14 матчів за 6 років, в яких він забив 5 голів. Найбільша кількість проведених матчів прийшлася на період його виступів за «Депортіво». У складі збірної був учасником розіграшу Кубка Америки 1997 року у Болівії, здобувши того року титул континентального чемпіона.

## Титули і досягнення
«Фламенго»
- Чемпіонат Бразилії
  - Чемпіон (1): 1992
- Кубок Бразилії
  - Володар (1): 1990

 «Депортіво»
- Чемпіонат Іспанії
  - Чемпіон (1): 1999–00
- Кубок Іспанії
  - Володар (1): 2001–02
- Суперкубок Іспанії
  - Володар (2): 2000, 2002

 «Аустрія»
- Чемпіонат Австрії
  - Чемпіон (1): 2002–03
- Кубок Австрії
  - Володар (1): 2002–03

 Збірна
- Кубок Америки
  - Володар (1): 1997